# Csiung-csan
Csiung-csan (Qiongchan) legendás személy a Kína történeti korszakát megelőző, három fenség és öt császár korában. Életének részleteiről keveset árulnak el a történeti művek, a még legteljesebb értesülések a nagy történetíró, Sze-ma Csien (Sima Qian) művéből, A történetíró feljegyzéseinek, a legendák korát tárgyaló legelső fejezetéből származnak. Ezek szerint Csiung-csan (Qiongchan) a Sárga Császár dédunokája, annak fiatalabbik fiának, Csang-ji (Changyi)nak 昌意 az unokája volt, az apja pedig Csuan-hszü (Zhuanxu). Apja halála után azonban a „Középső síkság” (Csung-jüan (Zhongyuan) 中原) trónját nem ő, hanem a Sárga Császár idősebbik fiának, Sao-hao (Shaohao)nak 少昊 az unokája, Ku 嚳 (más néven:Kao-hszin (Gaoxin) 高辛) örökölte.